# Indigo (Lied)
Indigo ist ein Lied des britischen Pop-Rock-Musikers Peter Gabriel aus dem Jahre 1978. Es erschien auf seinem zweiten Soloalbum Peter Gabriel (Scratch).

## Hintergrund
Gabriel sagte: „Ich hatte damals die Stimmung von ‚Old Man River‘ im Kopf.“
Im Lied wird von George Marge eine Blockflöte gespielt, die von Gabriels Bassist Tony Levin arrangiert wurde.

## Inhalt und Bedeutung
Das Lied entstand aus einem Instrumentalstück; Gabriel spielte es auf seiner Tournee 1977 und nannte es „A song without words“ (=„Ein Lied ohne Worte“).
Die Ballade erzählt von einem sterbenden Menschen. Die Person spricht darüber, wie ihr Körper aufgibt: „Sein Modell sei veraltet“ und voller Ersatzteile.

‘Alright, I'm giving up the fight

  I didn't know when

  I'd be a stranger again

  In my own land.

  The days are O.K.

  But oh how I hate those long nights’

„OK, den Kampf geb' ich auf

  Ich wusste nicht wann

  Ich wieder Fremder wär

  In meinem eigenen Land.

  Die Tage sind in Ordnung

  Aber oh, wie ich diese langen Nächte hasse“

Indigo sei eine tiefblaue Farbe, die in dem Lied den Übergang zur Dunkelheit, den Tod, symbolisiert.

## Mitwirkende

### Musiker
- Roy Bittan – Keyboards
- Todd Cochran (=Bayeté Umbra Zindiko) – Keyboards
- Peter Gabriel – Hauptgesang, Begleitgesang, Piano
- Sid McGinnis – Lap-Steel-Gitarre
- Tony Levin – Kontrabass, Blockflöten-Arrangement
- George Marge – Blockflöte
- Jerry Marotta – Schlagzeug

### Technisches Personal
- Tony Cousins – Remastering
- Robert Fripp – Musikproduzent
- Peter Gabriel – Songwriter
- Michael Getlin – Toningenieur
- Edel Griffith – Assistenz-Toningenieurin
- Richard Macphail – Koordinierung
- Albert Lawrence – Techniker der Ausrüstung
- David Price – Techniker der Ausrüstung
- Michael Ruffo – Assistenz-Toningenieur
- Steve Short – Toningenieur
- Ed Sprigg – Toningenieur
- Steve Tayler – Toningenieur